# Фрог, Важма
Важма Фрог — афганская активистка за права женщин.

## Биография
В восьмом классе Фрог обучала детей своего домовладельца в обмен на уменьшение арендной платы, чтобы она и её сестры могли позволить себе школу. В 17 лет она, проходя стажировку в пакистанской газете, рассказала о плохих условиях жизни и жестоком обращении с женщинами в лагерях афганских беженцев в Пакистане. С 1992 по 2001 год она организовывала общественные программы расширения прав и возможностей женщин в Афганистане, в то время как сама жила в Пешаваре. В 2001 году она вернулась в Афганистан. В 2002 году она завершила первую гендерную оценку положения женщин в афганской провинции Нуристан. Фрог также поддержала создание Центров развития женщин в афганских провинциях Кандагар, Газни, Герат и Парван.
Фрог была соучредительницей, а с 2013 года директором афганской организации Научно-исследовательский институт женщин, мира и безопасности. В 2013 году она пыталась уехать в Соединённые Штаты, чтобы избежать столкновений с военным командиром, которого она назвала в отчёте в НАТО неоднократным нарушителем прав человека. Однако он продолжал угрожать ей и её сестрам, и, хотя базирующийся в США Институт инклюзивной безопасности предложил Фрог провести от шести до двенадцати месяцев в качестве приглашённого сотрудника, ей было отказано в визе.
Она также писала на тему Афганистана для The Guardian. В 2010 году она писала о том, что мирное соглашение в её стране недопустимо. Она была обеспокоена тем, что права женщин будут принесены в жертву, а преступники будут освобождены.
Она поддерживает ратификацию США Конвенции о ликвидации всех форм дискриминации в отношении женщин, которую Афганистан ратифицировал в 2003 году.
В 2009 году Фрог получила Международную женскую премию за отвагу.